# 长果土楠
长果土楠（学名：Endiandra dolichocarpa），为樟科土楠属下的一个植物种。产广西西南部（田阳）。生于林中，海拔约500米。